# Fulvia Pia
Fulvia Pia (†198) was de moeder van de Romeinse keizer Septimius Severus (193-211) en een telg uit de gerenommeerde Gens Fulvia. Ze was getrouwd met Publius Septimius Geta en woonden in Leptis Magna, Noord-Afrika. Samen hadden ze nog twee andere kinderen. De zoon van haar broer was Gaius Fulvius Plautianus.